# Irská republika (1919)
Irská republika (irsky Poblacht na hÉireann nebo Saorstát Éireann) byla jednostranně vyhlášena při Velikonočním povstání v roce 1916 a ustanovena První irským parlamentem (Dáil Éireann) v roce 1919. Tento stát nebyl mezinárodně uznán. Došlo k vojenskému střetu mezi Irskou republikánskou armádou a ozbrojenými silami Spojeného království Velké Británie a Irska (United Kingdom of Great Britain and Ireland).
Nejvyššími představiteli Irské republiky, která si činila nárok na celé území Irského ostrova, byli:
 - od 21. ledna 1919 do 1. dubna 1922 Cathal Brugha jako předseda parlamentu Dáil Éireann,
 - od dubna 1919 do ledna 1922 Éamon de Valera jako prezident republiky,
 - od ledna 1922 do srpna 1922 Arthur Griffith jako předseda parlamentu Dáil Éireann
 - od srpna 1922 do prosince 1922 W.T. Cosgrave jako prezident republiky.

Navrhovaná vlajka během Velikonočního povstání

Po třech letech bojových akcí a diplomatických vyjednávání skončilo toto mezidobí irských dějin 6. prosince 1922 anglo-irskou dohodou. Na jejím základě bylo území Irského ostrova rozděleno na Severní Irsko a Irský svobodný stát. Od dosavadního Spojeného království se odtrhlo 26 irských hrabství na jihu a západě Irského ostrova a vytvořilo nový subjekt mezinárodního práva. Tento již svobodný stát byl mezinárodně uznán a stal se samostatným členem Commonwealthu jako nominální konstituční monarchie. Jeho panovníkem zůstal britský král, tehdy Jiří V., který byl zároveň nadále společným panovníkem jak Spojeného království Velké Británie a Severního Irska (United Kingdom of Great Britain and Northern Ireland), tak velkého počtu zemí Commonwealthu. Tento stav trval až do vyhlášení Irské republiky v roce 1937 a její úplné nezávislosti na Spojeném království.
Historickým pozadím událostí let 1916 až 1922 je dlouhodobá snaha irského národa o znovunabytí nezávislosti. V roce 1782 získal irský parlament na určitou dobu nezávislost na britském parlamentu. Tím se stalo Irsko tehdy formálně zčásti samostatné. Mělo však s tehdejším Královstvím Velké Británie nadále společného panovníka. Po Velké francouzské revoluci se začaly množit vzpoury proti britské koruně, načež anglický parlament donutil irský parlament v Dublinu, aby sám sebe rozpustil, což se stalo v roce 1800. V letech 1845-1851 došlo v Irsku k několika hladomorům, které měly za následek vlny emigrací do Velké Británie, Spojených států amerických a jiných zemí amerického kontinentu, např. Argentiny. Těmito vlivy se počet obyvatel snížil z osmi na přibližně čtyři miliony lidí.